# Avram Hershko
Avram Hershko (Karcag, ) é um bioquímico israelense, nascido na Hungria.
Juntamente com Aaron Ciechanover e Irwin Rose, recebeu o Nobel de Química de 2004, pela descoberta da degradação das proteínas através da ubiquitina.
Nascido em Karcag, na Hungria, emigrou em 1950 com a sua família para Israel. Recebeu o seu M.D. em 1965 e o seu Ph.D em 1969 na Faculdade de Medicina Hassadah da Universidade Hebraica em Jerusalém. É actualmente um distinto professor no "Rappaport Family Institute for Research in Medical Sciences" na Universidade Technion (Instituto Israelita de tecnologia), em Haifa.

## Publicações (em inglês)
- Hershko, A., Ciechanover, A., Heller, H., Haas, A.L., and Rose I.A. (1980) "Proposed role of ATP in protein breakdown: Conjugation of proteins with multiple chains of the polypeptide of ATP-dependent proteolysis". Proc. Natl. Acad. Sci. USA 77, 1783–1786.
- Hershko, A., Heller, H., Elias, S. and Ciechanover, A. (1983) Components of ubiquitin-protein ligase system: resolution, affinity purification and role in protein breakdown. J. Biol. Chem. 258, 8206–8214.
- Hershko, A., Leshinsky, E., Ganoth, D. and Heller, H. (1984) ATP-dependent degradation of ubiquitin-protein conjugates. Proc. Natl. Acad. Sci. USA 81, 1619–1623.
- Hershko, A., Heller, H., Eytan, E. and Reiss, Y. (1986) The protein substrate binding site of the ubiquitin-protein ligase system. J. Biol. Chem. 261, 11992-11999.
- Ganoth, D., Leshinsky, E., Eytan, E., and Hershko, A. (1988) A multicomponent system that degrades proteins conjugated to ubiquitin. Resolution of components and evidence for ATP-dependent complex formation. J. Biol. Chem. 263, 12412-1241.
- Sudakin, V., Ganoth, D., Dahan, A., Heller, H., Hershko, J., Luca, F.C., Ruderman, J.V. and Hershko, A. (1995). The cyclosome, a large complex containing cyclin-selective ubiquitin ligase activity, targets cyclins for destruction at the end of mitosis. Mol. Biol. Cell 6, 185–198.